# Heinrich Hönich
Heinrich Hönich (* 5. Oktober 1873 in Niederhanichen (Kreis Reichenberg, Österreich-Ungarn); † 5. September 1957 in Gstadt am Chiemsee) war ein böhmischer Maler und Grafiker.

## Leben und Werk
Heinrich Hönich war ursprünglich Lithograph und studierte dann an der Akademie der Bildenden Künste in Dresden und der Akademie der Bildenden Künste Prag bei Maximilián Pirner. Danach führte er ein unbeständiges Wanderleben und war seit 1906 in München ansässig. Er malte Landschaften und Figurenbilder, war aber vor allem Radierer. Hönich wird meist als offener Realist und heimlicher Phantast charakterisiert. Trotz der unendlich genauen und treuen Wiedergabe haben alle seine Arbeiten einen Zug ins Große. Zu seinen Hauptblättern gehört die Radierung „Mutter und Kind in Berglandschaft“. Auch eine Anzahl geistreicher Exlibris gibt es von ihm sowie Plakate, Gebrauchsgraphiken und Lithographien (Selbstporträt, Porträts seiner Mutter, Porträt Kurt Eisners), die leichter und schwungvoller im Strich als die Radierungen und Federzeichnungen, kaum in irgendeiner Bezugnahme an diese erinnern. An Mappenwerken erschienen von 1917 bis 1920 „An der Tirolerfront“, „An der galizischen Front“, „Von Cattaro bis Scutari“ und „Oden an die Natur“. Hönich nahm von 1907 bis 1927 an den Münchner Glaspalast-Ausstellungen teil. 
Von 1928 bis 1945 war er als Professor an der Prager Kunstakademie tätig. Zu seinen bekanntesten Schülern zählen Max Geyer, Josef Vietze, Max Zeschitz und Oskar Kreibich. Heinrich Hönich erhielt zu seinem 70. Geburtstag im Jahr 1943 die Goethe-Medaille für Kunst und Wissenschaft. Hönich stand 1944 in der Gottbegnadeten-Liste des Reichsministeriums für Volksaufklärung und Propaganda.
Nach der Vertreibung 1945 unternahm er den Neubeginn in Gstadt am Chiemsee.